# 外秩父

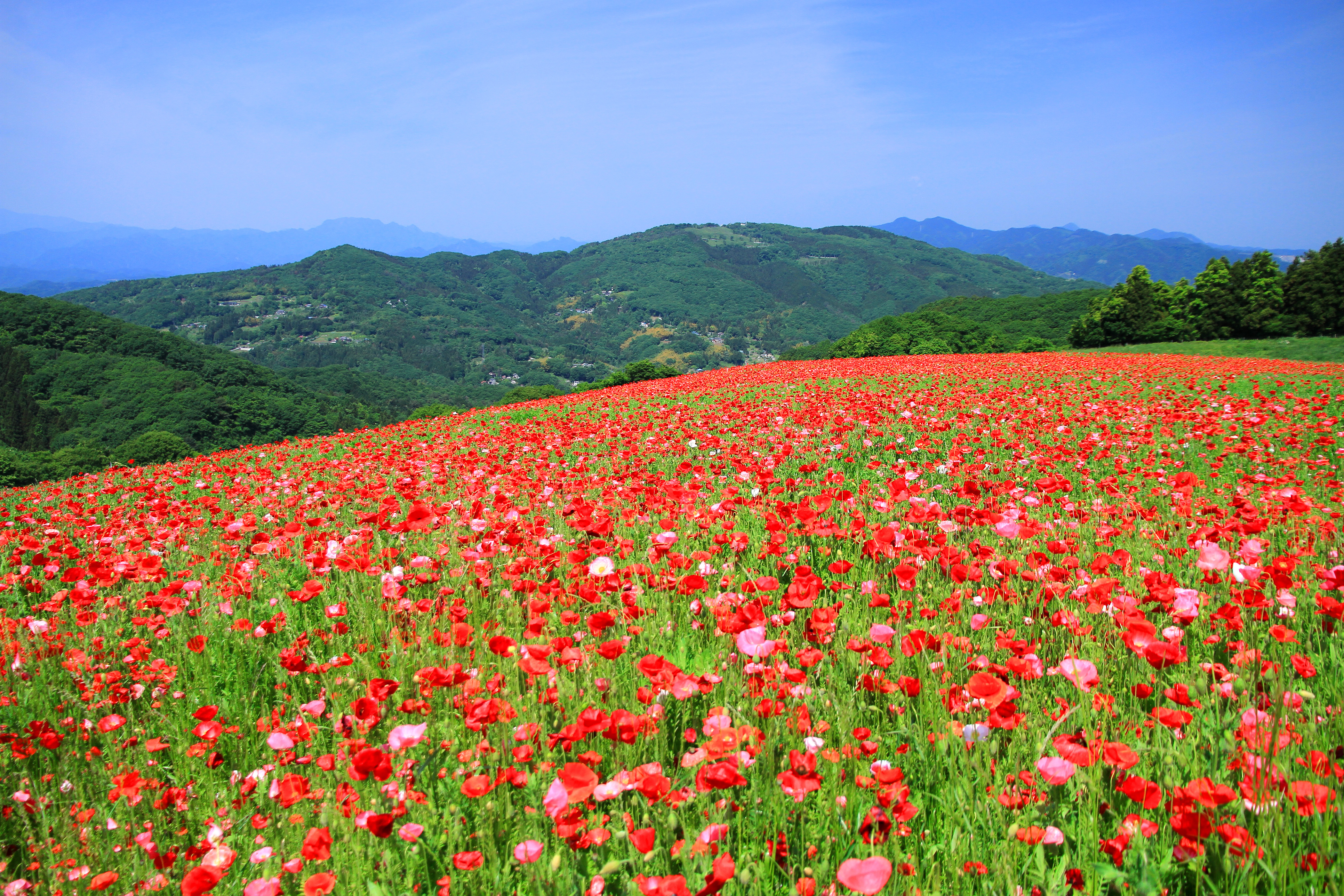
秩父高原牧場のポピー

外秩父（そとちちぶ）は、埼玉県西部から秩父地域にかけて、秩父盆地を取り巻く山地の東側にあたる外秩父山地とその東側の山麓付近のことである。
「外秩父」の名の由来は、江戸時代に秩父郡に属した村々のうち、荒川（本流）と入間川水系（荒川支流）との分水嶺の東側の村々が「外秩父十八村」と呼ばれたことによる。明治時代の町村制施行により発足した、大河原村・槻川村 （現・秩父郡東秩父村）、大椚村（現・比企郡ときがわ町）、吾野村・名栗村（現・飯能市）の五か村にあたる。それに対して、分水嶺より西の秩父盆地側は「内秩父」と呼ばれた。

## 外秩父山地
埼玉県の西側、秩父盆地を取り巻く3つの山地（上武山地、奥秩父山地、外秩父山地）の東側にあたる山地の事。具体的には秩父盆地の東側からJR八高線の西側と小川盆地を取り巻く山を含めた八王子構造線の西側の地域のことで、飯能市・日高市・毛呂山町・越生町・ときがわ町・嵐山町の西側、小川町・東秩父村の盆地部を除く全域、寄居町の南側、秩父市・皆野町・長瀞町の東側がそれに該当する。
毎年4月に約5000名が参加して開催される「外秩父七峰縦走ハイキング大会」が有名。外秩父山地南部の西武秩父線沿いは奥武蔵とも呼ばれ、近年観光開発が進んでいる。
「外秩父丸山の眺望」が埼玉県指定文化財（名勝）となっている。

## 観光

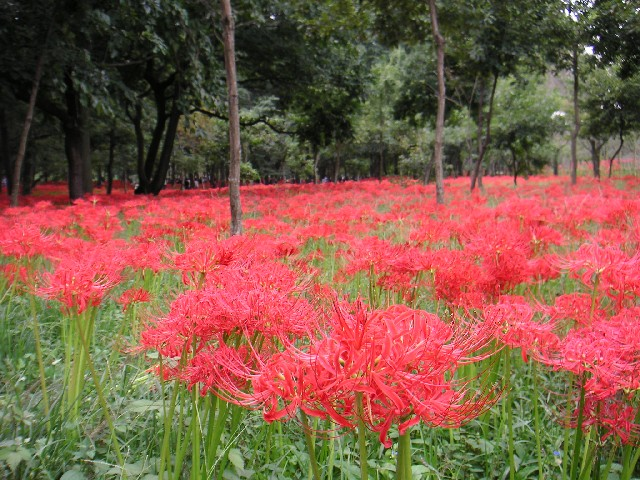
巾着田の彼岸花

- 秩父高原牧場（彩の国ふれあい牧場）
- 萩平
- 巾着田
- 越生梅林
- 黒山三滝
- 鎌北湖
- 関八州見晴台